# روبي فرح
روبي فرح (بالإنجليزية: Robbie Farah)‏، أو روبير فرح، (مواليد 23 يناير 1984) هو أسترالي من أصل لبناني لاعب ركبي محترف في دوري المحترفين الأسترالي.

## أصله
ولد عام 1987 من والدين لبنانيين. تخرج من جامعة سيدني ببكالوريوس في الاقتصاد.
لعب أول مرة في دوري المحترفين عام 2003. أجرى عملية لركبته مما خفف ظهوره. سمي أفضل لاعبي ويست تايغرز عامي 2006 و2007. عام 2010، عين كابتن فريقه. في عام 2010، منح لقب "أفضل لاعب خلاق. كما حصل على ميدالية أفضل في الموسم.

## روابط خارجية
- روبي فرح على موقع ItsRugby.co.uk (الإنجليزية)